# Magdalena del Mar
Magdalena del Mar, allmänt känd som bara Magdalena, är ett distrikt i Lima, Peru. Magdalena inrättades officiellt som distrikt den 10 maj 1920.
Borgmästare: 	Francis Allison (APP) (2023-2026)

## Geografi
Distriktets yta uppgår till 3,61 km². Magdalena gränsar till distrikten San Miguel i väst, Pueblo Libre och Jesus Maria i norr, San Isidro i öster, och Stilla havet i söder.

## Demografi
Enligt en uppskattning 2002 av  INEI, har distriktet 52.976 invånare och en befolkningstäthet på 14674,8 personer / km².